# Chi Cá ngát
Chi Cá ngát (danh pháp khoa học: Plotosus) là một chi cá ngát bản địa của khu vực Ấn Độ Dương, miền tây Thái Bình Dương và New Guinea. Các loài trong chi này sống trong môi trường nước ngọt và lợ của vùng cửa sông, đầm phá, và vùng ven biển. Chúng ăn chủ yếu là giáp xác, động vật thân mềm và cá. Hầu hết các loài đều có nọc độc trừ loài P. fisadoha; riêng loài P. lineatus có nọc độc mạnh đến nổi có thể gây tử vong.

## Các loài
Hiện tại người ta công nhận 9 loài cá ngát trong chi này:
- Plotosus abbreviatus Boulenger, 1895
- Plotosus canius F. Hamilton, 1822 (cá ngát, cá ngát nam)
- Plotosus fisadoha H. H. Ng & Sparks, 2002
- Plotosus japonicus Yoshino & Kishimoto, 2008
- Plotosus limbatus Valenciennes, 1840 (cá ngát vây sẫm)
- Plotosus lineatus (Thunberg, 1787) (cá ngát sọc)
- Plotosus nhatrangensis Prokofiev, 2008
- Plotosus nkunga J. R. Gomon & W. R. Taylor, 1982 (cá ngát ngòi)
- Plotosus papuensis M. C. W. Weber, 1910 (cá ngát Papua)

## Phân bố

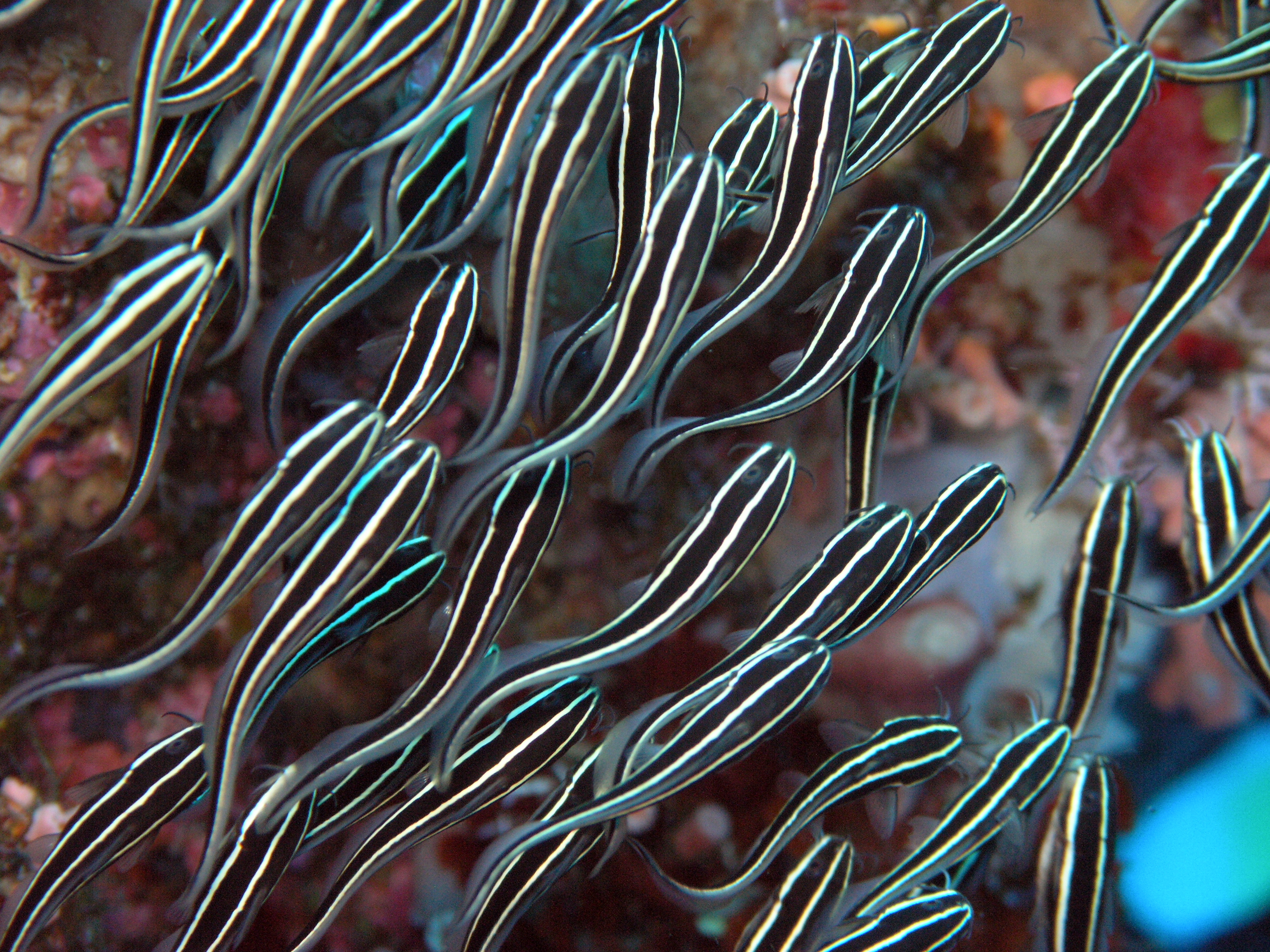
Đàn cá ngát sọc bơi lội trong rạn san hô.

P. canius sinh sống trong khu vực duyên hải ở Thái Lan, Sundaland, Sulawesi, Moluccas, Ấn Độ và khu vực hạ lưu sông Mê Kông. P. fisadoha là loài cá biển chỉ có ở phía đông nam Madagascar. P. limbatus sinh sống trong môi trường nước mặn và nước lợ ở miền tây Ấn Độ Dương và biển Ả Rập. P. lineatus có mặt trong khu vực từ miền đông Địa Trung Hải, các vùng biển tại Ấn Độ Dương và miền tây Thái Bình Dương, và đôi khi cũng tiến vào các vùng nước ngọt ở Đông Phi và Madagascar. P. nkunga có ở miền nam châu Phi, từ Boknes tới Boteler Point, và có lẽ cũng có ở Zanzibar, trong vùng nước mặn nhưng cũng tiến vào vùng nước ngọt. P. papuensis có ở phía nam đảo New Guinea.

## Miêu tả
P. canius có chiều dài đạt 150 cm (59 in) TL. P. limbatus đến 41 cm (16 in) SL. P. lineatus đạt đến 32 cm (13 in) TL. P. nkunga khoảng 51 cm (20 in) SL. P. papuensis đạt kỷ lục 55 cm (22 in) TL, nó có thể đạt đến 100 cm (40 in) theo dân địa phương.
Tất cả các loài đều tiết nọc độc trừ P. fisadoha. Các gai trước của vây lưng và vây ngực có thể gây ra những vết thương đau đớn. Loài P. lineatus, với gai hình răng cưa cực độc của vây lưng thứ nhất và của hai vây ngực có thể gây tử vong.
Da trơn của loài P. nkunga được bao bọc bởi chất nhầy, và miệng của nó được bao quanh bởi 4 cặp râu. Các gai vây lưng hình răng cưa có thể dựng thẳng đứng và được phủ bởi chất nhầy có độc đối với con người.

## Sinh thái
P. canius được tìm thấy phổ biến trong các cửa sông và đầm phá, và đôi khi gặp ở đoạn sông với nước gần như là nước ngọt. Nó xuất hiện ở những phần gần cửa sông có nước lợ hoặc ngọt và vùng biển ven bờ. P. limbatus gặp ở cửa sông và ven các vùng biển mở. P. lineatus là loài cá da trơn duy nhất được tìm thấy ở vùng rạn san hô; nó cũng được tìm thấy ở các cửa sông, vũng thủy triều và biển mở. P. papuensis được tìm thấy ở các con sông nước đục, các phá đầm lầy và nước tù đọng.

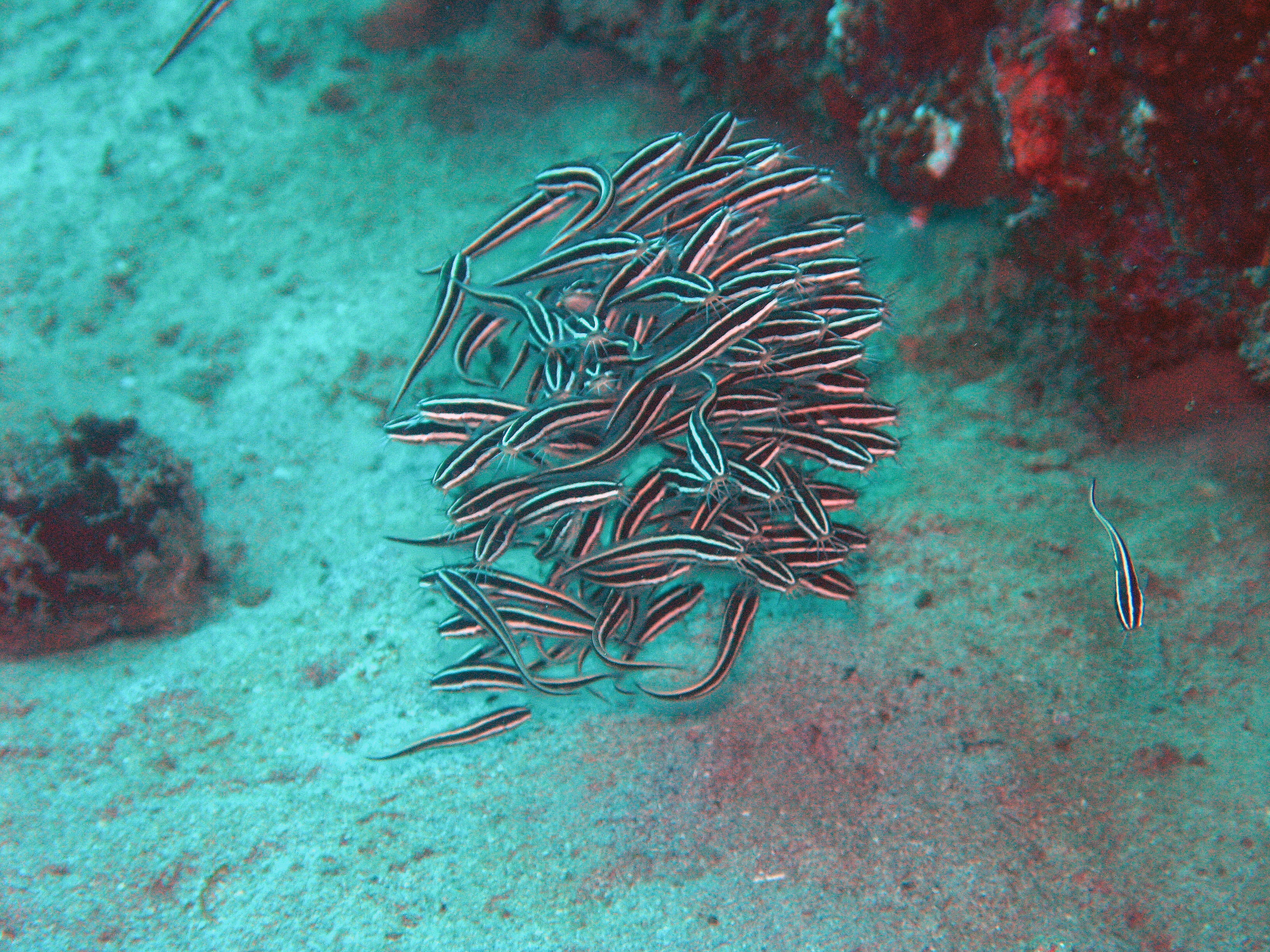
Plotosus lineatus bơi thành đàn dạng quả cầu.

Cá con của các loài trong chi Plotosus thường sống thành đàn dày đặc; đối với loài P. lineatus tạo thành đàn có dạng hình cầu với khoảng 100 cá thể, trong khi cá lớn sống đơn độc hoặc hình thành các nhóm nhỏ khoảng 20 con và được biết là chúng ẩn mình dưới các gờ đá vào ban ngày.
Hầu hết các loài ăn giáp xác, động vật thân mềm, và cá.
Phần lớn các loài ăn động vật giáp xác, động vật thân mềm và cá. P. lineatus trưởng thành tìm kiếm và khuấy cát không ngừng để tìm động vật giáp xác, động vật thân mềm, giun và đôi khi là cá. P. nkunga chủ yếu ăn động vật không xương sống sinh sống ở đáy, bằng cách dùng các cặp râu để cảm nhận xung quanh trong bùn để tìm cua và cá nhỏ.
P. lineatus là loài cá đẻ trứng; loài này có trứng chìm và ấu trùng phiêu sinh.

## Sinh lý
Điều đáng chú ý là không giống như các loài cá da trơn nước ngọt khác trong bộ Siluriformes mà từ đó chúng đã tiến hóa, các loài Plotosus đã tiến hóa các ống dạng bóng dài trong các cơ quan cảm nhận điện của chúng (nguyên được gọi là "bóng Lorenzini", mặc dù hiện nay tên gọi này không được sử dụng) do gradient điện thế dọc theo da là nhỏ hơn trong nước ngọt và do vậy chúng phải mở rộng sâu hơn vào trong cá nơi sự khác biệt sẽ được biểu lộ rõ hơn nhằm ghi nhận hiệu điện thế tối đa. Các ống sâu như vậy được tìm thấy ở các loài cá mang tấm, mặc dù không có ở các loài cá đuối ó nước ngọt thuộc chi Potamotrygon, chỉ ra rằng lần này là sự mất đi của các ống mở rộng chứ không phải là sự thu được.